# Нові-ді-Модена
Нові-ді-Модена (італ. Novi di Modena) — муніципалітет в Італії, у регіоні Емілія-Романья,  провінція Модена.
Нові-ді-Модена розташоване на відстані близько 360 км на північ від Рима, 60 км на північний захід від Болоньї, 27 км на північ від Модени.
Населення — 10 277 осіб (2014).
Щорічний фестиваль відбувається 29 вересня. Покровитель — святий Архангел Михаїл.

## Демографія
Населення за роками:

Станом на 1 січня 2023 року в муніципалітеті офіційно проживали 1532 іноземці з 56 країн, серед них 165 громадян країн Євросоюзу та 37 громадян України.

## Сусідні муніципалітети
- Карпі
- Кавеццо
- Конкордія-сулла-Секкія
- Молья
- Роло
- Сан-Поссідоніо